# عمرو بن محمد الفيصل آل سعود
الأمير عمرو بن محمد بن فيصل بن عبد العزيز آل سعود حفيد الملك فيصل بن عبد العزيز آل سعود ووالدته هي الأميرة منى ابنة عبد الرحمن عزام باشا أول أمين عام لجامعة الدول العربية.
يعتبر عمرو بن محمد بن فيصل بن عبد العزيز آل سعود من الكتاب المتميزين، كتب في صحيفة المدينة ثم الوطن وله كتابات متميزة. وهو ممنوع من الكتابة حالياً لانتقاده القضاء والمحاكم في جريدة الوطن السعودية[بحاجة لمصدر].